# Loum N'Diaye
Mamadou Loum N'Diaye (Dakar, 30 dicembre 1996) è un calciatore senegalese, centrocampista dello Sporting Gijón. Con la nazionale senegalese si è laureato campione d'Africa nel 2022.

## Caratteristiche tecniche
È un mediano.

## Carriera

### Club
Cresciuto nelle giovanili dell'Ouakam, nel 2015 è stato acquistato dal Braga. Ha esordito con la seconda squadra il 15 agosto seguente in occasione del match di seconda divisione vinto 1-0 contro il Gil Vicente.
Nel 2018 è stato ceduto in prestito annuale al Moreirense.
Nel gennaio 2019 si trasferisce al Porto a titolo temporaneo. A fine stagione viene riscattato dal Porto.
Dopo avere trovato poco spazio durante la sua militanza nei dragões, il 23 luglio 2021 viene ceduto in prestito all'Alavés.

### Nazionale
Con la nazionale Under-20 senegalese ha disputato il Campionato mondiale di calcio Under-20 2015 giocando 5 partite; in seguito, è stato convocato per la Coppa delle nazioni africane 2021.

## Statistiche

### Presenze e reti nei club
| Stagione        | Squadra         | Campionato      | Campionato | Campionato | Coppe nazionali | Coppe nazionali | Coppe nazionali | Coppe continentali | Coppe continentali | Coppe continentali | Altre coppe | Altre coppe | Altre coppe | Totale | Totale |
| Stagione        | Squadra         | Comp            | Pres       | Reti       | Comp            | Pres            | Reti            | Comp               | Pres               | Reti               | Comp        | Pres        | Reti        | Pres   | Reti   |
| --------------- | --------------- | --------------- | ---------- | ---------- | --------------- | --------------- | --------------- | ------------------ | ------------------ | ------------------ | ----------- | ----------- | ----------- | ------ | ------ |
| 2023-2024       | Al-Ra'ed        | SPL             | 0          | 0          | KC              | 0               | 0               | -                  | -                  | -                  | -           | -           | -           | 0      | 0      |
| Totale carriera | Totale carriera | Totale carriera | 0          | 0          |                 | 0               | 0               |                    | -                  | -                  |             | -           | -           | 0      | 0      |

### Cronologia presenze e reti in nazionale
| Cronologia completa delle presenze e delle reti in nazionale ― Senegal | Cronologia completa delle presenze e delle reti in nazionale ― Senegal | Cronologia completa delle presenze e delle reti in nazionale ― Senegal | Cronologia completa delle presenze e delle reti in nazionale ― Senegal | Cronologia completa delle presenze e delle reti in nazionale ― Senegal | Cronologia completa delle presenze e delle reti in nazionale ― Senegal | Cronologia completa delle presenze e delle reti in nazionale ― Senegal | Cronologia completa delle presenze e delle reti in nazionale ― Senegal |
| Data                                                                   | Città                                                                  | In casa                                                                | Risultato                                                              | Ospiti                                                                 | Competizione                                                           | Reti                                                                   | Note                                                                   |
| ---------------------------------------------------------------------- | ---------------------------------------------------------------------- | ---------------------------------------------------------------------- | ---------------------------------------------------------------------- | ---------------------------------------------------------------------- | ---------------------------------------------------------------------- | ---------------------------------------------------------------------- | ---------------------------------------------------------------------- |
| 26-3-2019                                                              | Dakar                                                                  | Senegal                                                                | 2 – 1                                                                  | Mali                                                                   | Amichevole                                                             | -                                                                      |                                                                        |
| 17-11-2019                                                             | Manzini                                                                | eSwatini                                                               | 1 – 4                                                                  | Senegal                                                                | Qual. Coppa d'Africa 2021                                              | -                                                                      | 50’ 60’                                                                |
| 14-1-2022                                                              | Bafoussam                                                              | Senegal                                                                | 0 – 0                                                                  | Guinea                                                                 | Coppa d'Africa 2021 - 1º turno                                         | -                                                                      |                                                                        |
| Totale                                                                 |                                                                        | Presenze                                                               | 3                                                                      |                                                                        | Reti                                                                   | 0                                                                      |                                                                        |

## Palmarès

### Club
- Campionato portoghese: 1

Porto: 2019-2020
- Coppa del Portogallo: 1

Porto: 2019-2020
- Supercoppa di Portogallo: 1

Porto: 2020

#### Nazionale
- Coppa d'Africa: 1

Camerun 2021